# Adolphe Retté
Adolphe Retté, né le 25 juillet 1863 à Paris 9e et mort le le 8 décembre 1930 à Beaune (Côte-d'Or), est un journaliste et poète symboliste français.
Il fut un temps adepte de l'anarchisme avant de se convertir au catholicisme et au monarchisme de l'Action française.

## Biographie

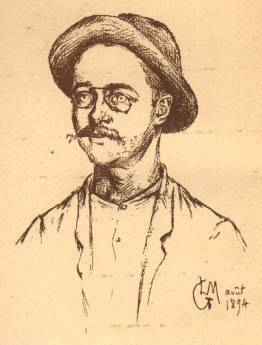
Adolphe Retté (1894).

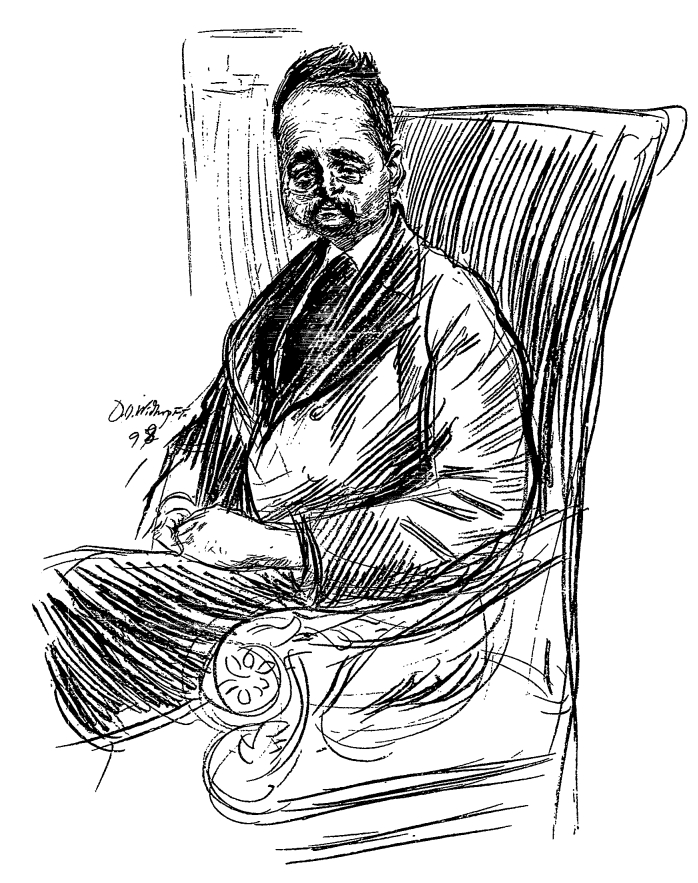
Portrait charge par Widhopff (1898).

Issu d'une famille protestante de Montbéliard du côté paternel, ardennaise catholique du côté maternel, il est élevé, à partir de 1867, dans un climat de liberté à 8 km de Liège dans une villa à Cheret, par son grand-père maternel, Adolphe Borgnet, ancien recteur de l'université de Liège, plutôt anticlérical, qui meurt en 1875.
De 1874 à 1880, il est pensionnaire au collège Cuvier de Montbéliard. De 1881 à 1886, il est engagé volontaire dans l'armée. En janvier 1887, il s'installe à Paris et se consacre à la littérature.
Il se marie avec sa cousine Marie Renoz en septembre 1888 . Elle mourra en janvier 1890. Il publie son premier recueil Cloches en la nuit en 1889, puis Thulé des Brumes en 1891, qui rencontre le succès. Entretemps, il est collaborateur de La Cravache et secrétaire de la revue La Vogue, deuxième époque. Il attaque l'École romane regroupant autour de Moréas et de Maurras un groupe de poètes qui prônent le retour à la poésie de La Pléiade et proches du Félibrige.
À la fin de l'année 1893, il remet en cause l'autorité morale en devenant anarchiste et l'autorité esthétique en attaquant Mallarmé dans L'Ermitage (à laquelle il participe activement au début) et La Plume.
En 1894, il s'installe à Guermantes avec Louise Rachel Fautras qu'il vient d'épouser.
Son art poétique commence profondément à évoluer : on peut le considérer comme le précurseur du « naturisme » mouvement qui privilégie un retour à la nature et à la célébration de la vie quotidienne, auquel se rattachent Saint-Georges de Bouhélier et Maurice Le Blond.
En 1906, Retté se convertit au catholicisme, à la suite d'un pèlerinage à Notre-Dame-de-Grâce (Arbonne), comme il le raconte dans Du Diable à Dieu. Son écriture désormais se veut missionnaire. Il renie ses œuvres antérieures, mis à part son ouvrage Le Symbolisme et certains poèmes. Il termine sa vie à Beaune dans la pauvreté, au 4 de la place Monge, non loin du couvent des petites sœurs dominicaines, ses protectrices. Il est enterré au cimetière de Beaune.
Ses archives sont aujourd'hui déposées aux Archives municipales de Beaune.

## Œuvres
- Cloches en la nuit, L. Vanier, Paris, 1889. Texte en ligne
- Thulé des Brumes, Bibliothèque artistique et littéraire, Paris, 1891. Texte en ligne
- Une belle dame passa, L. Vanier, Paris, 1893.
- L'Archipel en fleurs, Bibliothèque artistique et littéraire, Paris, 1895.
- Trois dialogues nocturnes, L. Vanier, Paris, 1895. Texte en ligne
- La Forêt bruissante, Bibliothèque artistique et littéraire, Paris, 1896. Texte en ligne
- Aspects, Bibliothèque artistique et littéraire, Paris, 1897. Texte en ligne
- XIII Idylles diaboliques, Bibliothèque artistique et littéraire, Paris, 1898.
- Œuvres complètes, Bibliothèque artistique et littéraire, Paris, 2 volumes, 1898. Texte en ligne 1 2

Contient : Poésie. I, Cloches dans la nuit. Une belle dame passa. 1887-1892. Prose. I, Rapports sexuels. Passantes. Paradoxe sur l'amour. Trois dialogues nocturnes. Un assassin.
- Arabesques, Bibliothèque artistique et littéraire, Paris, 1899.
- La Seule Nuit (roman), Bibliothèque artistique et littéraire, Paris, 1899. Texte en ligne
- Dans la Forêt, L. Vanier, Paris, 1903.
- Mémoires de Diogène, E. Fasquelle, Paris, 1903.
- Le Symbolisme, anecdotes et souvenirs, L. Vanier, Paris, 1903. Texte en ligne
- Du Diable à Dieu, histoire d'une conversion, A. Messein, Paris, 1907. Texte en ligne
- Au pays des lys noirs, souvenirs de jeunesse et d'âge mûr, P. Téqui, Paris, 1913. Texte en ligne
- Une privilégiée de la Sainte Vierge, Louise Ripas, Bloud & Gay, Paris, 1922.
- Léon Bloy, essai de critique préalable, Bloud & Gay, Paris, 1923. Texte en ligne
- La Maison en ordre, comment un révolutionnaire devint royaliste, Nouvelle librairie nationale, Paris, 1923. Texte en ligne
- Le Règne de la bête, A. Messein, Paris, 1924. Texte en ligne
- La Basse-cour d'Apollon, mœurs littéraires, A. Messein, Paris, 1926. Texte en ligne
- Jusqu'à la fin du monde, A. Messein, Paris, 1926. Texte en ligne
- Un séjour à Lourdes, journal d'un pèlerinage à pied, L. Vanier / A. Messein, Paris, 1926.
- Le Voyageur étonné, souvenirs de guerre, de littérature et de vie intérieure, A. Messein, Paris, 1928.
- Oraisons du Silence, Petit essai de vie intérieure offert aux malades du corps et aux éprouvés de l'âme, A. Messein, Paris, 1930.
- Réflexion sur l'anarchie, Promenades subversives, Groupe de propagande par la brochure, Paris, 1932. Texte en ligne
- En attendant la fin, A. Messein, Paris, 1933.
- Sainte Marguerite-Marie, A. Messein, Paris, 1936.

## Pour approfondir